# David Ford (homme politique)
David Ford, né le 24 février 1951, dans le Kent, en Angleterre, est un homme politique britannique, ancien leader du Parti de l'Alliance d'Irlande du Nord.
Il est membre de l'Assemblée d'Irlande du Nord et a été ministre de la justice d'avril 2010 à mai 1996.